# USS New Jersey (BB-62)
La USS New Jersey (BB-62) (''Big J" or "Black Dragon") era una corazzata della United States Navy della classe Iowa. Costruita nel 1940 presso i cantieri navali Philadelphia Naval Shipyard fu varata nel 1942 e prese servizio a partire dal 1943.

## Costruzione
La sua costruzione, ordinata nel luglio 1939, è avvenuta nel cantiere navale di Filadelfia (Pennsylvania), dove la sua chiglia venne impostata sugli scali il 16 settembre 1940. La nave, varata il 7 dicembre 1942, entrò in servizio il 23 maggio 1943.
L'armamento principale era costituito da nove cannoni da 16" in tre torri trinate. Le batterie secondarie erano costituite da venti cannoni da 127/38mm in dieci torri binate. Nel corso del conflitto vennero installati vari cannoni Bofors da 40mm e numerose mitragliere Oerlikon da 20mm, allo scopo di aumentarne le capacità di difesa antiaerea.

## Servizio

### Seconda guerra mondiale
Dopo l'entrata in servizio la New Jersey operò nell'Atlantico e nel Mar dei Caraibi per diversi mesi in varie crociere di addestramento. Il 7 gennaio 1944 attraversò il Canale di Panama 
con rotta per Funafuti dove si unì alla United States Fifth Fleet; 3 giorni dopo si unì al Task Group 58.2 per un attacco alle Isole Marshall. Nei giorni successivi bombardò le isole insieme alle altre navi della squadra fino allo sbarco dei marines il 31 gennaio. Il 4 febbraio la nave divenne ammiraglia della Quinta flotta sotto l'ammiraglio Raymond Spruance. La sua prima operazione fu l'operazione Hailstone, attacco in forze contro la base della marina giapponese di Truck, dove affondò 1 mercantile armato e contribuì a quello del cacciatorpediniere Maikaze, abbattendo 2 aerei che tentarono un attacco contro le portaerei. Il 19 febbraio la formazione rientrò alle Marshall. Tra il 17 marzo e il 10 aprile bombardò le Palau e Woleai. Una volta rientrata la formazione, Spruance si trasferì sull'incrociatore pesante USS Indianapolis (CA-35). Tra il 13 aprile e il 4 maggio partecipò in bombardamenti lungo la Papua Nuova Guinea, abbattendo alcuni velivoli nemici.
Nel mese di giugno prese parte ai bombardamenti sulle isole di Saipan e Tinian. Partecipò poi al supporto antiaereo durante la Battaglia del Mare delle Filippine. Prima di rientrare alla base bombardò Guam.
Il 9 agosto a Pearl Harbor divenne ammiraglia della Terza flotta sotto William Halsey e partecipò all'intera Campagna delle Filippine (1944-1945), prendendo parte all'affondamento di una corazzata, sopravvivendo ad un ciclone tropicale; in vari scontri abbatté 20 aerei.
Negli ultimi mesi del '45 prese parte ai bombardamenti di Iwo Jima e Hokkaido; infine, dopo la resa del Giappone, contribuì all'operazione Magic Carpet.
Post-seconda guerra mondiale
Durante il '47 prese parte ad una crociera addestrativa in Europa, il 30 giugno divenne ammiraglia della riserva della flotta atlantica.

### Guerra di Corea
Con l'invasione nordcoreana della Corea del Sud il governo statunitense inviò come forza navale d'attacco la New Jersey e le sue 3 gemelle, oltre ad un grande numero di portaerei e cacciatorpediniere.
Nel maggio del '51 arrivò nel teatro delle operazioni compiendo bombardamenti dispersivi e di copertura nella zona di Wŏnsan; nel corso di queste azioni fu colpita da una batteria costiera nemica che causò la morte di un servente e il ferimento di altri due nella torre 1. Il 24 maggio perse uno degli elicotteri in ricognizione: l'equipaggio riuscì a salvarsi e a tornare a bordo. A giugno bombardò nuovamente Wonsan e la zona di Kansong, dove con 5 proiettili distrusse 5 batterie costiere. Tornò in azione nella stessa zona in ottobre insieme all'incrociatore leggero HMS Belfast distruggendo ponti, bunker e trincee. Ai primi di dicembre tornò in patria sostituita nel ruolo di ammiraglia dalla USS Wisconsin (BB-64). Tornò in azione in aprile nella zona di Kosong dove distrusse varie postazioni nemiche, bunker e caverne fortificate. Tornò nella zona di Wonsan fine al termine delle ostilità.
Post-guerra di Corea
Dopo la guerra prese parte a crociere dimostrative NATO nel Mediterraneo e nel nord Atlantico. Il 21 agosto del 1957 fu posta in riserva a Bayonne.

### Guerra del Vietnam
Con lo scoppio delle ostilità la nave fu riattivata, prese parte ad una crociera di addestramento con i nuovi sistemi di controllo armi, radar; raggiunse il record di velocità per una corazzata di 32.5 nodi per 6 ore. Fu inviata infine in Vietnam come unica corazzata per il supporto a lungo raggio il 25 settembre 1968. Nelle settimane successive bombardò la costa vicino all'isola Tiger distruggendo installazioni costiere e bunker. Alla fine di ottobre si spostò 50 miglia più a sud dove distrusse altri bunker ed eliminò i vietcong che si trovavano in zona liberando la strada ai marines. Il 25 novembre diede il via al più distruttivo bombardamento ad opera di una sola nave durante l'intera guerra nella zona di Quảng Ngãi, dove distrusse in due giorni 184 postazioni, 54 bunker, svariate gallerie e tunnel, danneggiandone altre 93. Nelle ultime settimane del '69 distrusse ancora centinaia di postazioni e bunker, fino a quando non abbandonò il Vietnam per il Giappone. 
Post-guerra del Vietnam
Mentre si trovava in Giappone come ammiraglia prese parte ad una azione di forza contro la Corea del Nord dopo che un aereo da trasporto disarmato dell'esercito era stato abbattuto da un caccia nordcoreano con la morte dell'equipaggio. Terminata la crisi il 22 agosto 1969 fu radiata e posta in riserva come ammiraglia.
Riattivazione
Sotto l'amministrazione di Ronald Reagan nell'ambito del progetto della marina delle 600 navi, fu riattivata e rimodernata con l'installazione di batterie lancia missili, sistemi difensivi aggiornati e nuovi radar e sensori di bordo.

### Guerra civile libanese
Nel 1983 scoppiò una sanguinosa guerra civile in Libano, con l'esplosione dell'ambasciata americana, il 18 aprile 1983, ad opera di libanesi separatisti. Il governo americano decise di intervenire, la New Jersey fu inviata come ammiraglia di task force congiunta statunitense, francese ed italiana, e per la durata dei combattimenti bombardò le postazioni libanesi in supporto agli sbarchi alleati, ottenendo però scarsi risultati a causa del cambiamento della miscela della polvere da sparo voluto da alcuni ufficiali dello stato maggiore.

## Nave museo e onorificenze
Nel 1991 la nave fu ritirata dal servizio attivo ed ora è una nave museo, ormeggiata sul fiume Delaware a Philadelphia.
Onorificenze
La nave ha ricevuto un totale di diciannove Battle Stars : nove per il servizio durante la seconda guerra mondiale, quattro per la guerra di Corea, due per la guerra del Vietnam e 4 per le operazioni in Libano e nel Golfo Persico, inoltre ha ricevuto una Navy Unit Commedation e due Presidential Unit Citation dalla repubblica delle Filippine e dalla repubblica di Corea, rimanendo tutt'oggi la nave più decorata della marina degli Stati Uniti.